# Old Jamaica Savings Bank Building
Old Jamaica Savings Bank Building es el edificio original del Jamaica Savings Bank. Fue construido entre 1897 y 1898 en estilo Beaux-Arts. Es un esbelto edificio de ladrillo de cuatro pisos con una fachada de piedra caliza. Presenta una planta baja profundamente rústica con ventanas protegidas por elegantes rejas de metal. La fachada está enmarcada por pilastras de dos pisos y cubierta con elaboradas ménsulas talladas, guirnaldas y otros elementos.